# Cowboy Copas
    Cowboy Copas (Blue Creek, 1913. július 15. – Camden, 1963. március 5.)  amerikai countryénekes, dalszerző.

## Pályakép
Tizennégy évesen lépett fel először. Az 1930-as években szerepelt a WLW-AM és a WKRC-AM rádiócsatornákon Cincinnatiban. 1940-ben Knoxville-be költözött, ahol zenekarával, a Gold Star Rangersszel lépett fel.
1943-ban már országos hírnevet szerzett, amikor énekesként Eddy Arnoldot váltotta fel Pee Wee King zenekarában, és elkezdett fellépni a Grand Ole Opry előadásain. Első szóló kislemeze, a „Filipino Baby” (1946), a Billboard országos listájának negyedik helyére került.
Miközben továbbra is szerepelt az Opryban, számos más slágert is rögzített az 1940-es évek végén és az 1950-es évek elején (Signed Sealed and Delivered, Tennessee Waltz, Tennessee Moon, Breeze, Candy Kisses, Hangman's Boogie, The Strange Little Girl...). 1952-es kislemeze, a „Tis Sweet to Be Remembered” a nyolcadik helyen volt a Billboard listáján.
Ez volt az utolsó slágere a következő nyolc évben.
Bár Copas a következő évtizedben nem tartotta meg az 1940-es évek végén elért népszerűségét, de továbbra is rendszeresen fellépett. 1960-ban ismét a slágerlisták élére tört karrierje legnagyobb slágerével, az "Alabam"-mal, amely három hónapig volt első.
1963. március 3-án Cowboy Copas, Patsy Cline, Hawkshaw Hawkins egy jótékonysági koncerten léptek fel a Kansas City-ben. A hazaúton lezuhant a repülőgépük. Senki nem élte túl a balesetet.

## Lemezek
- 1957: Cowboy Copas Sings His All-Time Hits
- 1959: Favorite Sacred Songs
- 1960: Tragic Tales Of Love & Life
- 1960: Broken Hearted Melodies
- 1963: The Country Gentleman Of Song (postum)
- 1963: As You Remember Cowboy Copas (postum)
- 1963: In Memory-Cowboy Copas & Hawkshaw Hawkins (postum)
- 1963: The Legend Of Cowboy Copas & Hawkshaw (postum)
- 1964: Cowboy Copas Hymns (postum)

### Starday Records
- All Time Country Music Great (1960)
- Inspirational Songs by Cowboy Copas (1961)
- Songs That Made Him Famous (1961)
- Mister Country Music (1962)
- Opry Star Spotlight on Cowboy Copas (1962)
- Country Music Entertainer No. 1 (1962)
- Beyond the Sunset (1963)
- The Unforgettable Cowboy Copas (1963)
- Star of the Grand Ole Opry (1963)
- The Late and Great (1964)
- Cowboy Copas and His Friends (1964)
- The Legend Lives On (1965)
- The Cowboy Copas Story (1965)
- Shake a Hand (1966)
- Signed Sealed and Delivered (1967)
- Filipino Baby (1970)
- Greatest Hits Of Cowboy Copas (1970)

### Kislemezek
- Filipino Baby
- Signed Sealed and Delivered
- Tennessee Waltz
- Tennessee Moon
- Breeze
- I'm Waltzing with Tears in My Eyes
- Candy Kisses
- Hangman's Boogie
- The Strange Little Girl
- 'Tis Sweet to Be Remembered
- Alabam
- Flat Top
- Sunny Tennessee
- Signed Sealed and Delivered (re-recording)
- Goodbye Kisses